# 扎比内·贝格曼-波尔
扎比内·贝格曼-波尔（1946年4月20日—），德国政治人物。1990年4月5日至1990年10月2日期间，担任东德人民议会末任主席，为东德最后一任、臨時性的国家元首。她也目前是德國歷史上唯一一位女性國家元首。

## 生平
贝格曼-波尔生于爱森纳赫。兩德統一后，成为德国联邦议院议员，并在赫尔穆特·科尔政府中担任联邦特别事务部部长。